# Municipio de Gore (Kansas)
El municipio de Gore (en inglés: Gore Township) es un municipio ubicado en el condado de Sumner en el estado estadounidense de Kansas. En el año 2010 tenía una población de 2105 habitantes y una densidad poblacional de 25,07 personas por km².

## Geografía
El municipio de Gore se encuentra ubicado en las coordenadas 37°25′37″N 97°11′30″O / 37.42694, -97.19167. Según la Oficina del Censo de los Estados Unidos, el municipio tiene una superficie total de 83.96 km², de la cual 82.55 km² corresponden a tierra firme y (1.68%) 1.41 km² es agua.

## Demografía
Según el censo de 2010, había 2105 personas residiendo en el municipio de Gore. La densidad de población era de 25,07 hab./km². De los 2105 habitantes, el municipio de Gore estaba compuesto por el 95.34% blancos, el 0.43% eran afroamericanos, el 1.28% eran amerindios, el 0.43% eran asiáticos, el 0.05% eran isleños del Pacífico, el 0.67% eran de otras razas y el 1.81% pertenecían a dos o más razas. Del total de la población el 3.9% eran hispanos o latinos de cualquier raza.